# Taraxacum brandenburgicum
Taraxacum brandenburgicum — вид квіткових рослин з родини айстрових (Asteraceae). Вид зростає в Європі: Данія, Німеччина, Австрія, Польща, Чехія, Словаччина, Угорщина; це багаторічна рослина помірних біомів.